# موتومو کیوکاوا
موتومو کیوکاوا (انگلیسی: Motomu Kiyokawa; ۹ آوریل ۱۹۳۵ – ۱۷ اوت ۲۰۲۲) بازیگر، و صداپیشه اهل ژاپن بود.